# Unterwalden
Unterwalden (francuski: Unterwald, talijanski: Untervaldo) je povijesni kanton u Švicarskoj. Službeno se ovaj kanton sastoji od dva polukantona, Obwalden (gornji dio) i Nidwalden (donji dio). Ovo je jedan od prvih kantona, uz Uri i Schwyz, koji su 1291. osnovali Švicarsku Konfederaciju. Danas se službeno dva polukantona koji čine Unterwalden smatraju ravnopravnim s ostalim švicarskim kantonima, s tim da su im neka prava ograničena.
Ovaj kanton nalazi se u središtu Švicarske i nalazi se na obali jezera Vierwaldstätter, a okružen je kantonima Schwyz na sjeveroistoku, Uri na istoku, Luzern na zapadu i Bern na jugu.